# Benoît Angbwa
Benoît Christian Angbwa Ossoemeyang (ur. 1 stycznia 1982 w Bafoussam) –kameruński piłkarz, występujący na pozycji prawego obrońcy.

## Kariera klubowa
Karierę zaczynał w 1999 roku w Stade Bandjoun. W 2000 roku przeszedł do Fovu Baham. W 2000 roku zdobył z tym klubem mistrzostwo Kamerunu. Dobre występy w rodzimej lidze zaowocowały transferem do Europy. Angbwa przeniósł się do Montpellier HSC, jednak nie zaliczył w tym klubie ani jednego występu. W 2002 roku Kameruńczyk obrał dość nietypowy kierunek i został zawodnikiem urugwajskiego Nacionalu Montevideo. Spotkał tam swojego rodaka, Pierre Achille Webo. Angbwa zdobył z tym klubem wicemistrzostwo kraju (2002), oraz mistrzostwo (2003). Tytułu nie udało się obronić, a Nacional wylądował na 4. miejscu z dużą stratą do lidera. W 2004 roku Kameruńczyk rozegrał zaledwie dwa mecze i strzelił jedną bramkę, po czym przeniósł się z powrotem do Europy i po raz drugi do Francji. Tym razem trafił do Lille OSC i nie miał problemów z wywalczeniem sobie miejsca w pierwszym składzie. W Ligue 1 debiutował 7 sierpnia 2004, podczas wygranego przez Lille 2:0 meczu z AJ Auxerre. W sezonie 2003/2004 piłkarze Lille awansowali poprzez Puchar Intertoto do Pucharu UEFA, więc Angwba miał szansę pokazać się na arenie międzynarodowej. Łącznie w Pucharach rozegrał 8 spotkań i otrzymał jedną żółtą kartkę. Kolejny sezon był dla piłkarzy OSC bardzo udany. Klub zajął drugie miejsce, promowane udziałem w Lidze Mistrzów, jednak do tego czasu Benoît zdążył zmienić klub. Jego nowym pracodawcą została rosyjska Krylja Sowietow Samara. Tam Angbwa spotkał innego Kameruńczyka, Serge Branco. W 2006 roku Krylja zajęła 10. miejsce w lidze, a sezon później było jeszcze gorzej, ponieważ zawodnicy z Samary uplasowali się dopiero na 13. pozycji. Angbwa rozegrał łącznie 44 mecze w barwach Krylji. W 2008 roku został piłkarzem innego rosyjskiego klubu, Saturna Ramienskoje. W 2011 roku podpisał kontrakt z jeszcze innym rosyjskim klubem Anży Machaczkała. W sezonie 2012/2013 grał najpierw w FK Rostów, a następnie w Krylji Sowietow Samara. Latem 2013 ponownie został zawodnikiem Anży Machaczkała. W latach 2016–2017 grał w Olympic Grande-Synthe.
| Sezon   | Klub                      | Kraj    | Flaga   | Rozgrywki                 | Mecze | Bramki |
| ------- | ------------------------- | ------- | ------- | ------------------------- | ----- | ------ |
| 1999    | Stade Bandjoun            | Kamerun | Kamerun | Première Division         | ?     | ?      |
| 2000    | Fovu Baham                | Kamerun | Kamerun | Première Division         | ?     | ?      |
| 2000/01 | Montpellier HSC B         | Francja | Francja | CFA, Grupa A (4 liga)     | 0     | 0      |
| 2002    | Club Nacional de Football | Urugwaj | Urugwaj | Primera División Uruguaya | 2     | 0      |
| 2003    | Club Nacional de Football | Urugwaj | Urugwaj | Primera División Uruguaya | 34    | 3      |
| 2004    | Club Nacional de Football | Urugwaj | Urugwaj | Primera División Uruguaya | 2     | 1      |
| 2004/05 | Lille OSC                 | Francja | Francja | Ligue 1                   | 20    | 0      |
| 2006    | Krylja Sowietow           | Rosja   | Rosja   | Priemjer-Liga             | 21    | 0      |
| 2007    | Krylja Sowietow           | Rosja   | Rosja   | Priemjer-Liga             | 23    | 0      |
| 2008    | Saturn Ramienskoje        | Rosja   | Rosja   | Priemjer-Liga             | 24    | 0      |
| 2009    | Saturn Ramienskoje        | Rosja   | Rosja   | Priemjer-Liga             | 23    | 3      |
| 2010    | Saturn Ramienskoje        | Rosja   | Rosja   | Priemjer-Liga             | 24    | 0      |
| 2011/12 | Anży Machaczkała          | Rosja   | Rosja   | Priemjer-Liga             | 19    | 4      |
| 2012/13 | FK Rostów                 | Rosja   | Rosja   | Priemjer-Liga             | 14    | 0      |
| 2012/13 | Krylja Sowietow Samara    | Rosja   | Rosja   | Priemjer-Liga             | 11    | 1      |
| 2013/14 | Anży Machaczkała          | Rosja   | Rosja   | Priemjer-Liga             | 9     | 0      |
| 2015/16 | Olympique Grande-Synthe   | Francja | Francja | CFA 2                     | 4     | 0      |
| 2016/17 | Olympique Grande-Synthe   | Francja | Francja | CFA 2                     | 7     | 2      |

## Kariera reprezentacyjna
Angbwa ma za sobą udział w nieudanych dla reprezentacji Kamerunu eliminacjach do Mistrzostw Świata 2006. Został powołany na Puchar Narodów Afryki 2008 w Ghanie.